# Eduard Zwierzina
Eduard Zwierzina (23. listopadu 1830 – 31. května 1894 Heřmanice) byl rakouský podnikatel a politik německé národnosti z Moravy; poslanec Moravského zemského sněmu.

## Biografie
Jeho otcem byl majitel dolů v Moravské Ostravě Josef Zwierzina. Sám se uvádí jako majitel dolu v Moravské Ostravě. Patřila mu plynárna v Olomouci. Trvalé bydliště měl ve Vídni.
V 70. letech se zapojil i do vysoké politiky. V zemských volbách roku 1878 byl zvolen na Moravský zemský sněm, za kurii městskou, obvod Moravská Ostrava, Místek, Brušperk. V roce 1878 se uvádí jako kandidát tzv. Ústavní strany, liberálně a centralisticky orientované.
Zemřel ve věku 64 let. 1. června 1894 bylo jeho tělo nalezeno v Heřmanickém lese u Slezské Ostravy. Spáchal sebevraždu zastřelením. Pohřešován byl od 31. května. Do Ostravy zajížděl z Vídně pravidelně na inspekční cesty. Trpěl nervovou chorobou. Po vyhlášení pátrání bylo jeho tělo nalezeno s prostřeleným spánkem. Zpočátku se zkoumalo, zda nejde o vraždu, ale nakonec bylo prokázáno, že svůj život ukončil sám. Matrika uvádí jako místo úmrtí les při jámě jeho dolu u Ostravy.
Jeho synovec Eduard Zwierzina mladší byl majitelem dolu a členem obecního zastupitelstva v Moravské Ostravě. Zemřel jen několik dnů po svém strýci a jeho úmrtí ve věku 35 let. V politice byl aktivní Eduardův bratr Hermann Zwierzina (1825–1873), který v 60. letech rovněž zasedal na zemském sněmu a byl také starostou Moravské Ostravy.